# Tannhauser
Tannhauser ist eine Volksballade mit einem Thema aus der religiösen Überlieferung, genauer eine Legendenballade (Untergattung der Volksballade) vom Sünder, dem der Papst den Sündenablass (Vergebung) verweigert. Um eine Verwechslung mit dem historischen Minnesänger Tannhäuser (13. Jahrhundert) auszuschließen, wird die Ballade Tannhauser genannt – bei Richard Wagner sind in seiner Oper Tannhäuser mehrere Stoffe miteinander vermischt. Wie die Volksliedforschung heute die Überlieferung interpretiert, haben sie wohl nur den Namen gemeinsam.

## Textanfang und Schluss einer Variante
1. Nun will ich aber heben an,

Tannhauser zu besingen

und was er wunders hat getan

im Venusberg darinnen.

2. Und wie er kam vor’n Venusberg,

da klopft er an die Pforte:

„Frau Venus, lasst mich freundlich ein,

mich verlangt nach diesem Orte!“

3. Dort blieb er sieben Jahre lang

und lebt in Freud’ und Liebe;

ein Sünder wurde er genannt,

dem der Himmel verschlossen bliebe.

[…]

11. Drum sollt kein Papst, kein Kardinal

den Sünder nicht verdammen!

Der Sünder sei groß, wie er will,

Gott schenkt ihm Gnade – Amen!

## Handlung der Volksballade
In runden Klammern stehen Handlungselemente verschiedener Varianten (siehe dazu Variabilität), erklärende Zusätze in eckigen Klammern.
Ein Ritter Tannhauser (Waldhauser, Baldhauser, Balthauser, niederdeutsch Danuser [so auch in der Schweiz 1882], Dannhäuser, niederländisch Danielken und ähnlich) verbringt sieben Jahre im Berg der Frau Venus (Venusberg), von der er Urlaub zur Rückkehr erbittet [Dialog als Gattungscharakteristik der Volksballade; darauf – ebenfalls gattungstypisch – der Szenenwechsel]. Er kommt aus dem Berg und pilgert nach Rom, um beim Papst [wohl bezogen auf Urban IV., 1261–1264] um Vergebung für seine Sünden zu bitten [wiederum Dialog]. Der Papst verweigert diese: So wenig sein dürrer Pilgerstab grünen werde, so wenig könne er Vergebung gewähren. Tannhauser zieht wieder in den Berg und wird willkommen geheißen. Am dritten Tag [typische kurze Zeitspanne] grünt der Stab [Stabwunder], doch Tannhauser wird vergeblich gesucht. Der Papst wird „verloren“ [d. h. verdammt] sein [Moral: Kein Papst, kein Kardinal soll einen Sünder verdammen].

## Überlieferung
Die Tannhauser-Sage ist mit Antoine de La Sale um 1420 überliefert – dort jedoch noch mit einer Sibylle anstelle der Venus als Hüterin des Berges. Eine mögliche Vorlage bzw. Parallele in Prosa ist Die Mörin, eine mittelhochdeutsche Verserzählung, belegt um 1453, welche die Sagen vom Venusberg und Tannhauser bearbeitet.
Die Volksballade ist in vielen Varianten seit um 1500/1505 bis in die Gegenwart hochdeutsch und niederdeutsch überliefert; z. B. wurde sie noch um 1950 aus mündlicher Tradierung aufgezeichnet. Sie ist besonders auch in den Alpenregionen überliefert worden; aus der Steiermark ist eine Variante von 1924 über „Waldhauser“ bekannt: „Es war ein armer Sünder, der reiste der Romstadt zu“. In Kärnten ist diese Volksballade häufig belegt.
Darüber hinaus sind Liedflugschriften u. a. aus Augsburg, Leipzig (datiert 1520), Straubing, Wien (datiert 1520) und Wolfenbüttel, weitere aus Linz (1629) und ohne Angabe des Druckortes aus den Jahren 1638 und 1647 überliefert. Der älteste gedruckte Beleg steht in Jörg Dürnhofers Liederbuch, einer Liedflugschrift aus Nürnberg, gedruckt bei Gutknecht 1515.
Ein wichtiger Melodiebeleg ist Schmeltzel, 1544. Zwischen 1548 und 1668 wird die Melodie häufig auch als Tonangabe, als Melodieverweis für andere Texte verwendet. Das dokumentiert ebenfalls die Popularität der Tannhauser-Ballade. Gleiches gilt für den niederländischen Beleg aus den Souterliedekens, 1540, mit der Melodieverwendung für andere religiöse Lieder. Die gesamte neuere Überlieferung zeigt ein reiches Variantenspektrum der Melodie und ist ein gutes Beispiel für typische Umsinge-Erscheinungen (siehe dazu Variabilität), die durch mündliche Überlieferung bedingt sind.
Der Liedtext steht unter anderem bei Heinrich Kornmann: Venusberg, 1614, dann bei Johannes Praetorius: Blokes-Berges-Verrichtung, 1668, und nach dieser Quelle druckt es die Volkslied-Edition der Romantik Des Knaben Wunderhorn.
Internationale Parallelen finden sich in den Niederlanden (etwa im Antwerpener Liederbuch, 1544) und in Dänemark (Liedtyp: Danske Viser Nr. 60; aus dem Niederdeutschen übersetzt). Ein slowenisches Bruchstück bearbeitet den gleichen Stoff.

## Hinweise zur Interpretation
Man kann davon ausgehen, dass es beim Tannhauser nicht um ein kirchliches Problem geht, denn dazu ist die schwebende Offenheit zwischen [christlichem] „Himmel“ und [antik-heidnischem] „Venusberg“ zu auffällig. Es geht vielmehr um die Frage der menschlichen Autorität oder um das Recht des Einzelnen, mit Gott direkt zu sprechen, das heißt, auch individuell für das eigene Leben verantwortlich zu sein. Der Humanismus hat – auf antiker Grundlage – das Individuum von den Fesseln der Masse und der anonymen Gesellschaft befreit; dem einzelnen Menschen wird Wert zuerkannt. Die Aufklärung hat den Einzelnen von den Fesseln der Bevormundung gelöst und ein persönliches Verhältnis zu Gott ermöglicht.
Andererseits hält man den Text für „stark von der Kirche geprägt“, und er soll zu Lehrzwecken gedient haben (vergleiche Mosers These von der „Liedkatechese“, hier 1977); „Venus“ und „Liebesabenteuer im Berg“ werden angeblich „bewusst eliminiert“. Dagegen muss man die Gattungscharakteristik der Volksballade in Betracht ziehen, und in dieser Hinsicht sind die Varianten dieses Liedtyps durchaus gültige Gattungsvertreter.
Bemerkenswert ist, dass hier vor 1500, also noch vor der Reformation, wie in der oben angeführten letzten Strophe, die Autorität der Amtskirche – angeblich bezogen auf Papst Urban IV. (1261–1264) – angezweifelt wird: „Kein Papst, kein Kardinal“ sollen den Sünder verdammen bzw. diesem die Absolution verweigern; dies steht allein Gott zu. Entweder ist der Papst „nicht zuständig“, wenn die Verbindung auf dem antiken, heidnischen Einfluss beruht (Sybille, Venusberg), oder er maßt sich fälschlich an, darüber urteilen zu können. Was sich auch immer hinter dem „Venusberg“ verbirgt, durch die vorreformatorische Kritik bekommt das Lied eine überraschende politische Relevanz. Zeitgleich, nämlich im 13. Jahrhundert, scheint sich der Minnesänger Tannhäuser im Zwist zwischen Kaiser und Papst auf Seiten des staufischen Kaisers engagiert zu haben; gleichwohl gibt es keine Anhaltspunkte, die auf eine über den Namen hinausgehende Verbindung hinweisen. Insofern ist das Lied nicht „historisch“. Stabwunder (dürrer Pilgerstab grünt als Zeichen göttlicher Vergebung) und die Bezeichnung „Venusberg“ sind verbreitete Erzählmotive.

## Namensformen und Lokalisierung
Die Volksballade ist mit einem „Venusberg“ an verschiedenen Orten lokalisiert worden, unter anderem mit dem Hörselberg in Thüringen (u. a. bei Büsching 1812, Vulpius, Grimm, Bechstein).
Die gelegentliche Bezeichnung Waldhauser mag aus Tannhauser abgeleitet worden sein bzw. auch einen Eremiten „im Wald“ assoziieren und muss nichts mit dem um 1162 gegründeten Stift Waldhausen im oberösterreichischen Mühlviertel zu tun haben. Ein Konrad von Waldhausen, der im 14. Jahrhundert als beachteter Prediger wirkte, wurde von Papst Urban V. der Ketzerei angeklagt.
Der gesamte Text ist ein gutes Beispiel für den Umgang mündlicher Überlieferung mit der historischen „Wahrheit“; die Volksballade hat ihren eigenen Wahrheitsanspruch, der nicht von geschichtlichen Fakten und bestimmten Namensformen abhängig ist. Im Gegensatz zur Sage steht die Volksballade dem Mythischen näher.
Um 1900 „fand“ man zahlreiche Hinweise auf den „echten“ Tannhäuser. So reklamiert etwa Siegsdorf in Oberbayern, dass „Tann“ oder „Tanne“ hier im 8. Jahrhundert urkundlich belegt sei. Die Renaissance begeisterte sich für den „Venusberg“, und ein derart benanntes Gut bei Siegsdorf ist 1566 namentlich erwähnt. Die Figur der Volksballade wurde mit der des Minnesängers kombiniert, und 1987 bekam Siegsdorf touristenwirksam einen Tannhäuser-Brunnen. Das Heimatbuch von Bergen im Chiemgau (1995; Siegsdorf benachbart) verweist auf den angeblichen Büßerstein Tannhausers in der (neu-romanischen) Kirche von Bergen. Der Volksmusikpfleger Wastl Fanderl hat seit 1974 Lied und Geschichte unter anderem über den Bayerischen Rundfunk und das Fernsehen verbreitet und populär gemacht.